# 张梦秋
张梦秋（2002年3月9日—），河北衡水市景县人，中国残疾女子高山滑雪运动员，在2022年冬季残疾人奥林匹克运动会高山滑雪比赛项目上获得2金3银的成绩。

## 生平
张梦秋患有小儿脑性瘫痪导致身体出现残疾。2012年12月进入河北省高山滑雪队开始进行训练。
2021年在奥地利残疾人高山滑雪世界杯中，获得女子大回转站姿组金牌，这是中国女子运动员首次获得该项目世界杯金牌。
2022年在北京冬残奥会高山滑雪比赛中分别获得女子大回转(站姿)和超级大回转(站姿)金牌，以及女子速降(站姿)比赛银牌、女子全能(站姿)比赛、女子回转(站姿)比赛银牌。
2022年4月8日被国务院评为北京冬奥会、冬残奥会突出贡献个人。